# ムクロジの木
「ムクロジの木」（ムクロジのき）は、2014年6月～7月に、NHKの音楽番組『みんなのうた』で放送された曲。作詞：ダイアモンド☆ユカイ、作曲：平井夏美、編曲：小野澤篤、歌：ダイアモンド☆ユカイ。